# Zaragoza de Sibale
Zaragoza  (Barangay Zaragosa) es un barrio de la ciudad de Surigao  situado en la isla de Sibale, adyacente a la costa noroeste de isla Mindanao. Forma parte de  la provincia de Surigao del Norte  en la Región Administrativa de Caraga, también denominada Región XIII. Para las elecciones está encuadrado en el Segundo Distrito Electoral.

## Geografía
Zaragoza  se encuentra 15 kilómetros al norte de la ciudad  de  Surigao ocupando el extremo suroriental de  isla Sibale,   entre las islas de Hikdop y Hanigad (barrios de Aurora y de San Pedro); al sur de la bahía de Aguasán, islas Calibán y Dinagat; al este del estrecho de Surigao; y al norte del canal de Hinatuán.
Su término, que cuenta con una extensión superficial de 1,9021 km²,  linda al sur con el del barrio de Lisondra.

### Población
El año 2000 contaba este barrio con 700 habitantes que ocupaban 125 hogares. En 2007 son 540 personas, 588 en 2010.

## Historia
A finales del siglo XIX  formaba parte del  Tercer Distrito o provincia de Surigao: Con sede en la ciudad de Surigao comprendía  el NE. y Este de la isla de Mindanao y, además, las de Bucas, Dinágat, Ginatúan, Gipdó, Siargao, Sibunga y varios islotes entre los que se encontraba Sibale.